# 옥산초등학교 (충남)
옥산초등학교는 대한민국 충청남도 부여군 옥산면 안서리에 있는 공립 초등학교이다.

## 학교 연혁
| 1932년 | 9월 25일 | 옥산공립보통학교 개교(4년제 2학급) |
| 1938년 | 4월 1일  | 옥산공립심상소학교로 개칭          |
| 1941년 | 4월 1일  | 옥산공립국민학교로 개칭            |
| 1951년 | 3월 1일  | 옥산국민학교로 개칭                |
| 1962년 | 2월 28일 | 9학급 편성                         |
| 1983년 | 3월 1일  | 병설유치원 설립인가                |
| 1992년 | 3월 25일 | 개교 60주년 기념행사               |
| 1994년 | 3월 1일  | 홍연분교장 통폐합                  |
| 1996년 | 3월 1일  | 옥산초등학교로 개칭                |
| 1998년 | 7월 20일 | 학내전산망 구축                    |
| 2016년 | 2월 16일 | 80회 졸업(4971명)                  |
| 2016년 | 3월 1일  | 초등학교 6학급, 유치원 1학급 편성  |
| 2017년 | 2월 16일 | 81회 졸업(4973명)                  |
| 2017년 | 3월 1일  | 초등학교 6학급, 유치원 1학급 편성  |

## 참고 자료
- 옥산초등학교 - 한국교육학술정보원 학교알리미